# Paterna del Madera
Paterna del Madera er en by og kommune i det sydøstlige Spanien i provinsen Albacete. Den har et indbyggertal på 339 (2024) indbyggere.